# Neoneura maria
Neoneura maria är en trollsländeart som först beskrevs av Samuel Hubbard Scudder 1866.  Neoneura maria ingår i släktet Neoneura och familjen Protoneuridae. IUCN kategoriserar arten globalt som otillräckligt studerad. Inga underarter finns listade i Catalogue of Life.